# Aimo Tepsell
Aimo Tepsell (født 8. maj 1932 i Sodankylä, død 30. juni 2017) var en finsk orienteringsløber, der tog VM-sølv i individuelt og stafet ved de første verdensmesterskaber i orientering i 1966, samt individuelt bronze ved EM i 1964.